# Maftuningman
Maftuningman (in uzbeko Maftuningman, Мафтунингман) (in russo Очарован тобой?) è un film del 1958.
Maftuningman è considerato la prima commedia uzbeka e un capolavoro del cinema uzbeko. Il film mostra interessanti aspetti della cultura uzbeka e della vita dei kolchoz.

## Trama
Due produttori cinematografici cercano persone di talento per il musical intitolato Maftuningman (let. Deliziato da te). Uno dei due produttori gira tutto l'Uzbekistan in cerca di potenziali attori. Ovunque egli vada trova persone di eccezionale talento. Da notare che gli attori per questo film sono stati selezionati proprio esplorando diverse zone dell'Uzbekistan.

## Colonna sonora
Le musiche utilizzate in questo film sono molto conosciute in Uzbekistan. Tra esse troviamo: Do`ppi tikdim (tradotto "Ho fatto un cappello"), Go`zal Toshkеnt ("Bellissima Tashkent"), Maftun bo`ldim ("Deliziato da te"), Sartarosh ("Barbiere").